# 아홉수 로맨스
《아홉수 로맨스》는 2021년에 개봉한 대한민국의 영화이다.

## 캐스팅
- 조한나 : 최희주 역
- 이다해 : 서가희 역
- 강나리 : 이보영 역
- 이새별 : 홍서연 역
- 양지원 : 박상혁 역
- 지찬 : 서동석 역
- 구윤상 : 크리스 역
- 서인권 : 이주승 역
- 김재령 : 극단조연출 역
- 김수미 : 장소연 역
- 서민성 : 고등학교 선생님 역
- 공재경 : 유치원원장님 역
- 김준범 : 취객 손님 역
- 이용훈 : 고등학생 1 역
- 박세일 : 고등학생 2 역
- 이민현 : 고등학생 3 역
- 문우빈 : 고등학생 4 역
- 정지인 : 극단원 1 역
- 홍성호 : 극단원 2 역
- 전상우 : 극단원 3 역
- 최현우 : 극단원 4 역
- 김동하 : 유치원아이들 1 역
- 노태훈 : 유치원아이들 2 역
- 황서인 : 유치원아이들 3 역
- 조연재 : 유치원아이들 4 역
- 정다정 : 유치원선생님 역
- 주혜원 : 커피숍손님 1 역
- 유별라 : 커피숍손님 2 역
- 허혜리 : 커피숍손님 3 역
- 김창범 : 커피숍손님 4 역
- 최가슬 : 커피숍손님 5 역
- 윤시언 : 영화관 손님들 역
- 도윤원 : 영화관 손님들 역
- 김민성 : 영화관 손님들 역
- 방준용 : 영화관 손님들 역
- 서예원 : 영화관 손님들 역
- 류가영 : 영화관 손님들 역
- 김유나 : 영화관 손님들 역
- 전준현 : 영화관 손님들 역
- 김선경 : 영화관 손님들 역
- 허준호 : 영화관 손님들 역
- 박은정 : 영화관 손님들 역
- 이승분 : 영화관 손님들 역
- 양해지 : 영화관 손님들 역
- 김형준 : 영화관 손님들 역
- 최다형 : 영화관 손님들 역
- 이수현 : 영화관 손님들 역
- 크리스마틴 : 영화관 손님들 역
- 최익준 : 편의점 알바생 역
- 송유현 : 엔터대표 역 (우정출연)
- 우연서 : 카페매니저 역 (우정출연)
- 최유라 : 가희 동료 역 (우정출연)
- 최희원 : 기획 실장 역 (우정출연)
- 서재규 : 희주의 남자 역 (우정출연)